# Nederlanders in het Chinese voetbal
Nederlanders in het Chinese voetbal geeft een overzicht van Nederlanders die een contract hebben (gehad) bij Chinese voetbalclubs.

## Spelers
| Naam             | Club           | Van        | Tot        | Opmerkingen |
| ---------------- | -------------- | ---------- | ---------- | ----------- |
| Glenn Helder     | Dalian Shide   | 1999       | 1999       |             |
| Remco Torken     | Beijing Guoan  | 1999       | 1999       |             |
| Ignacio Tuhuteru | Dalian Shide   | 1996       | 1996       |             |
| Frank van Eijs   | Qingdao Hainiu | 2003       | 2003       |             |
| Raphael Maitimo  | BIT FC         | 2009       | 2010       |             |
| Ferry de Smalen  | BIT FC         | 2009       | 2010       |             |
| Juliano Smit     | BIT FC         | Maart 2009 | April 2009 |             |
| Emir Jasarevic   | BIT FC         | 2009       | 2009       |             |

## Hoofdtrainers
| Naam           | Club               | Van  | Tot  | Opmerkingen |
| -------------- | ------------------ | ---- | ---- | ----------- |
| Arie Haan      | Tianjin Teda       | 2010 | 2011 |             |
| Martin Koopman | Changsha Ginde     | 2005 | 2006 |             |
| Jo Bonfrère    | Dalian Shide       | 2005 | 2007 |             |
| Jo Bonfrère    | Henan Construction | 2011 | 2011 |             |
| Jan Teunissen  | Shanghai Shenhua   | 1980 | 1981 |             |

## Overige functies
| Naam          | Club             | Van  | Tot  | Functie                                  |
| ------------- | ---------------- | ---- | ---- | ---------------------------------------- |
| Theo de Jong  | Tianjin Teda FC  | 2010 | 2011 | Assistent-trainer                        |
| Jean Maas     | Dalian Shide     | 2005 | 2007 | Assistent-trainer                        |
| André Stafleu | Tianjin Teda FC  | 2007 | 2007 | Assistent-trainer                        |
| Stan Valckx   | Shanghai Shenhua | 2009 | 2010 | Assistent-trainer en technisch directeur |

Voetbalbonden ·
Albanië ·
Angola ·
Armenië ·
Australië ·
Azerbeidzjan ·
Bahrein ·
België ·
Bhutan ·
Bulgarije ·
Canada ·
China ·
Congo-Kinshasa · 
Cyprus ·
Denemarken ·
Duitsland ·
Egypte ·
Engeland ·
Estland ·
Ethiopië ·
Faeröer ·
Filipijnen ·
Finland ·
Frankrijk ·
Georgië ·
Ghana ·
Griekenland ·
Hongarije ·
Hongkong ·
Ierland ·
IJsland ·
Indonesië ·
Iran ·
Israël ·
Italië ·
Japan ·
Kazachstan ·
Koeweit ·
Litouwen ·
 Luxemburg ·
Maleisië ·
Malta ·
Marokko ·
Mexico ·
Namibië ·
Nieuw-Zeeland ·
Noorwegen ·
Oekraïne ·
Oezbekistan ·
Oostenrijk ·
Polen ·
Portugal ·
Qatar ·
Roemenië ·
Rusland ·
Rwanda ·
Saoedi-Arabië ·
Schotland ·
Singapore ·
Slovenië ·
Slowakije ·
Spanje ·
Tanzania ·
Turkije ·
Tuvalu ·
VAE ·
Venezuela ·
Verenigde Staten ·
Vietnam ·
Zimbabwe ·
Zuid-Afrika ·
Zuid-Korea ·
Zweden ·
Zwitserland